# Georg Schmeinck
Georg Schmeinck (* 12. November 1955) ist ein ehemaliger deutscher Fußballspieler.
Der offensive Mittelfeldspieler stammte aus der Jugend des 1. FC Bocholt, wurde mit der ersten Mannschaft 1976 Niederrheinmeister und stieg 1977 mit dem Verein in die 2. Bundesliga Nord auf. Er debütierte am ersten Spieltag der Saison 1977/78 im Heimspiel gegen SG Union Solingen, sein erstes Tor schoss er am dritten Spieltag zum 3:0-Endstand gegen Hannover 96. Ein einziger Punkt fehlte am Ende der Spielzeit zum Klassenerhalt, Schmeinck kam in der 2. Bundesliga insgesamt auf 19 Einsätze und vier Tore. Es folgte der Abstieg in die Oberliga Nordrhein. 1980 wechselte er zum Oberligakonkurrenten TuS Xanten.